# Bobina de encendido

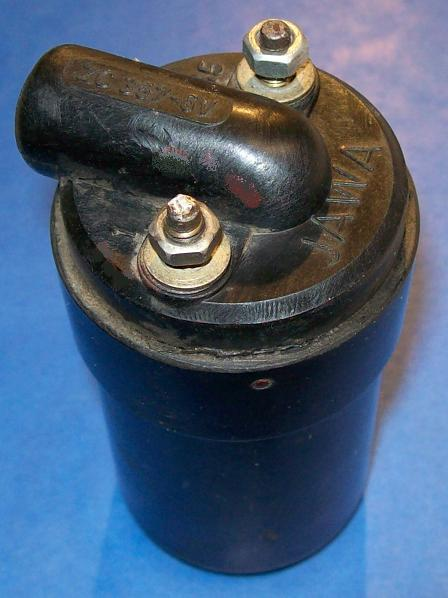
bobina de moto de 1 cilindro

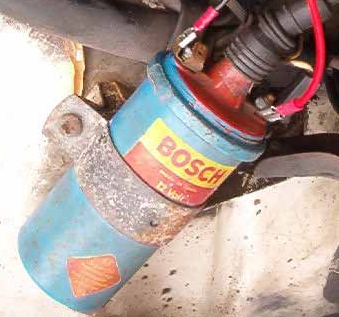
Bobina instalada en un coche Saab

La bobina de encendido o bobina de ignición es una bobina de inducción que hace parte del encendido de un vehículo. Esta bobina tiene la función de elevar la baja tensión de la batería (normalmente 12 o 24V) a miles de voltios, con el fin de crear una chispa eléctrica en la bujía, para realizar la ignición del combustible. Algunas bobinas tienen un resistor interno, mientras que existen otras versiones con resistores externos para limitar la corriente que fluye en la bobina. El cable que va desde la bobina de encendido al distribuidor y a las bujías, se les conoce como cables de alta o cables de bujía. Inicialmente, todos los sistemas de encendido requerían platinos (ruptor) y un condensador. Ahora, los sistemas de encendido modernos cuentan con transistores de potencia que le envían pulsos a la bobina de encendido. Los vehículos modernos pueden tener una bobina de encendido para cada cilindro (o par de cilindros), eliminando cables de bujías propensos a falla y un distribuidor que coordine los pulsos de tensión. 
No se requieren sistemas de encendido para motores diésel, los cuales dependen de la compresión para la mezcla aire-combustible.

## Constitución
Consta de dos arrollamientos, primario y secundario, con una relación de espiras de 1 a 1000 aproximadamente, con secciones de conductor inversamente proporcionales a dichas longitudes, y un núcleo ferromagnético. Cuenta con dos conexiones para el primario: una donde  llega el polo positivo de baja tensión de la batería (12 o 24 V) y otra de negativo, que va al dispositivo de interrupción cíclica del primario ("platinos"). El secundario cuenta con una conexión a masa, y otra de salida de alta tensión hacia la bujía o en su caso hacia el distribuidor, donde posteriormente se lo conecta alternativamente a cada una de las bujías del motor. 

Sistema de encendido clásico por platinos (ruptor) y distribuidor, de un motor de 4 cilindros

## Funcionamiento
La aceptación cíclica del primario está sincronizada con el motor, una vez cada giro en el dos tiempos o una cada dos giros en el cuatro tiempos . Aunque existen sistemas de 4T en motores de más de un cilindro, con chispa en cada revolución (Sistema de chispa perdida o DIS)
Dicha interrupción era antiguamente mecánica gracias al ruptor o platinos.